# Cunninghamella clavata
Cunninghamella clavata är en svampart som beskrevs av R.Y. Zheng & G.Q. Chen 1998. Cunninghamella clavata ingår i släktet Cunninghamella och familjen Cunninghamellaceae.   Inga underarter finns listade i Catalogue of Life.